# Herbert von Meister

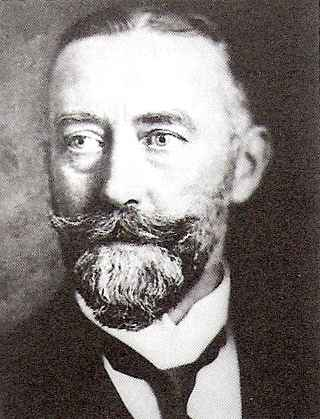
Herbert von Meister

Herbert Eugen Albert Meister, ab 1888 von Meister, (* 26. Dezember 1866 in Frankfurt am Main; † 2. Januar 1919 in Sindlingen) war ein Sohn eines der Gründer der Farbwerke Meister Lucius & Brüning (1865) und später Vorstandsvorsitzender der Farbwerke vorm. Meister Lucius & Brüning AG.

## Leben
Meister wurde als Sohn von Carl Friedrich Wilhelm Meister, einem der Begründer der Farbwerke Hoechst, und dessen Frau Marie, geb. Becker geboren. Meister studierte ab 1887 an der Rheinischen Friedrich-Wilhelms-Universität Chemie. 1887 wurde er im Corps Palatia Bonn recipiert. Als Inaktiver ging er nach TH Dresden  und die Universität Jena, unter anderem zu Paul Duden. 1894 wurde er in Jena zum Dr. phil. promoviert. 1896/97 unternahm er mit Robert Pschorr eine Weltreise
.

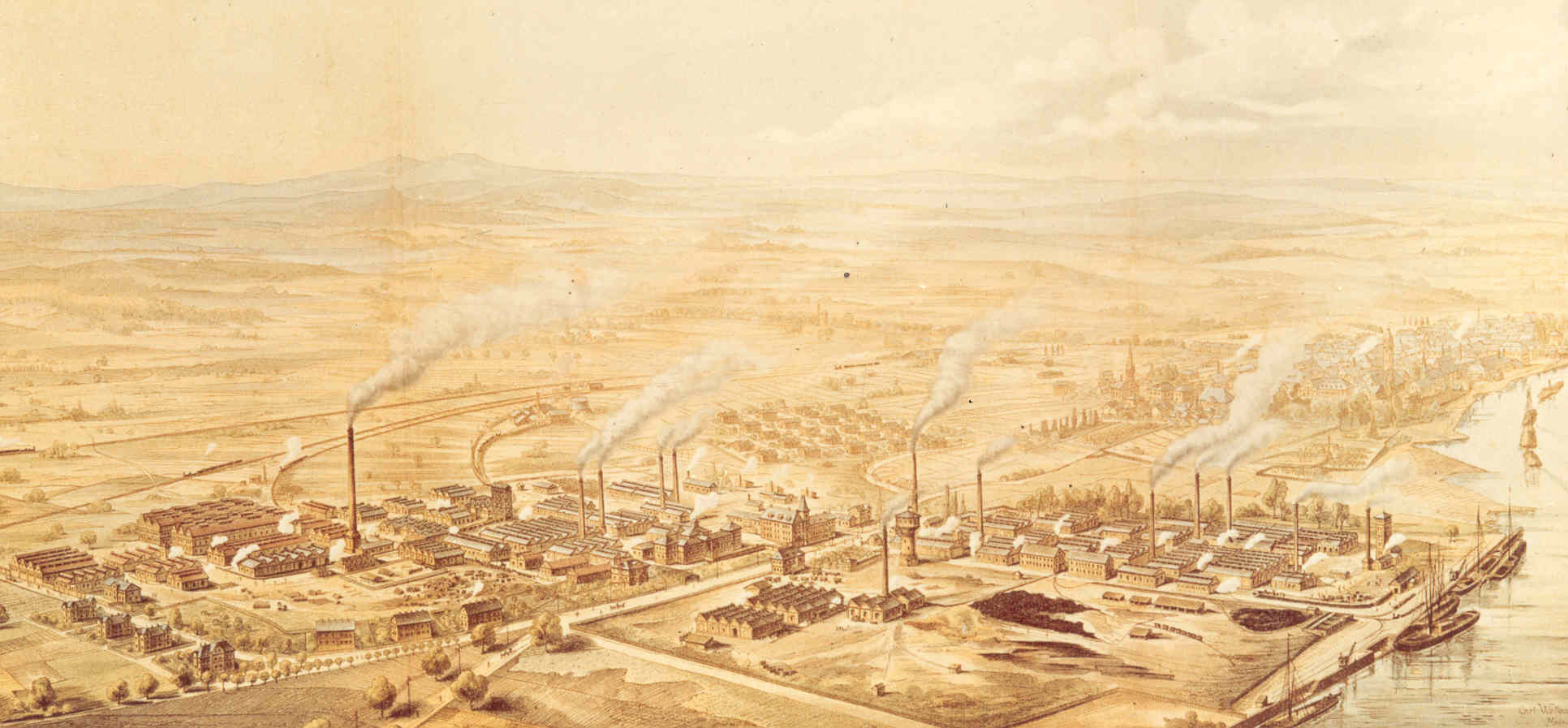
Farbwerke in Höchst (1888)

Von Meister heiratete am 18. September 1897 in Frankfurt am Main Elisabeth (Else) Humser, eine Tochter des Notars Gustav Humser (1836–1918) und dessen Frau Anna (1848–1880). Nach kurzer Tätigkeit in der chemischen Industrie in München trat er 1898 in die Farbwerke Hoechst ein. In den Farbwerken Hoechst war sein Spezialgebiet die Herstellung künstlichen Indigos. Ab 1902 war er als Vorstandsmitglied für die Produktion zuständig. Nach dem Tod von Gustav von Brüning 1913 wurde er Vorstandsvorsitzender. 1916 verließ er den Vorstand und wurde Mitglied des Aufsichtsrates.

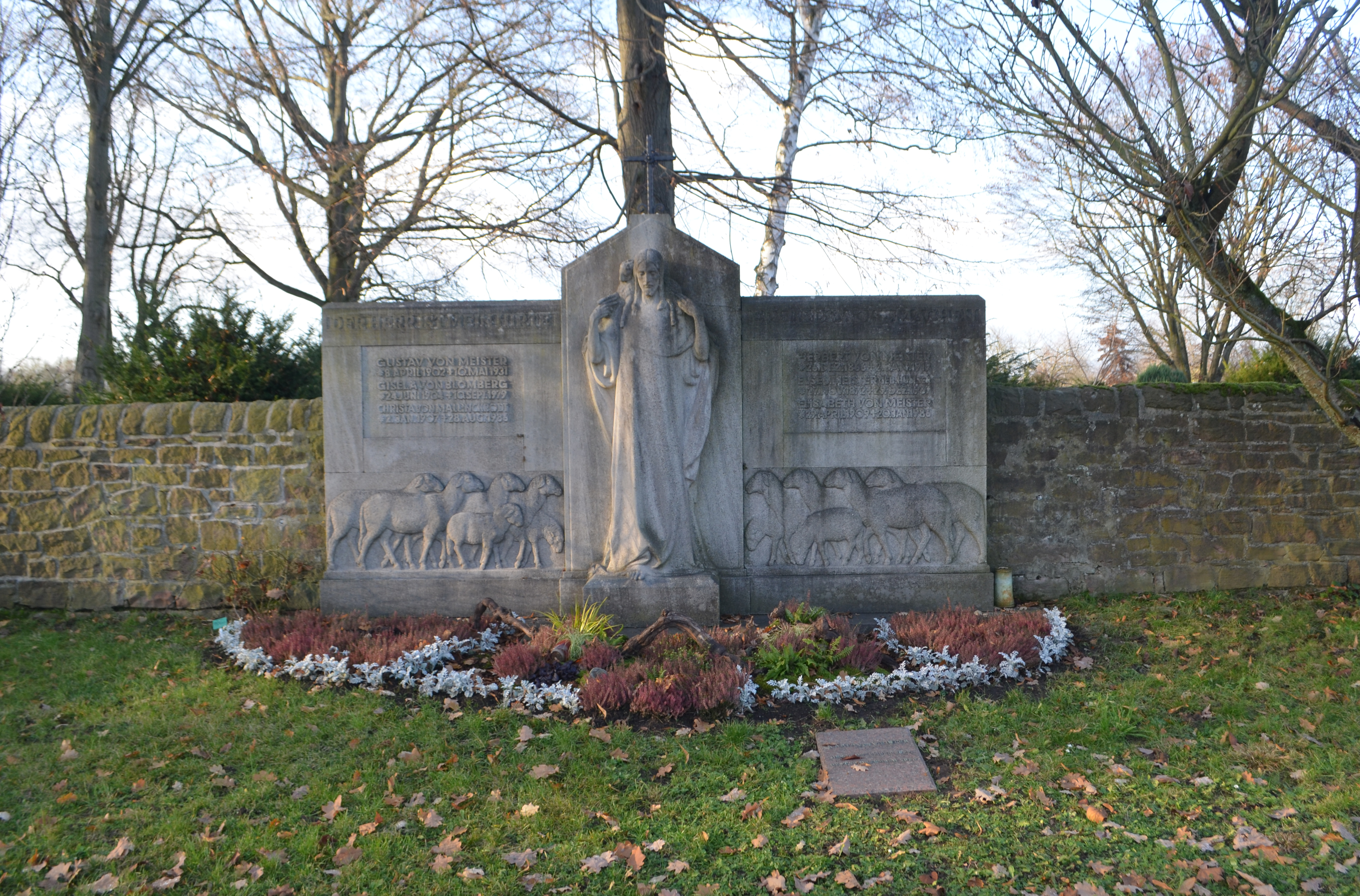
Grab Herbert von Meisters

Ab 1904 war er auch Mitglied der Stadtverordnetenversammlung von Höchst am Main. Von 1913 bis 1917 vertrat er den Landkreis Höchst im Nassauischen Kommunallandtag. Er war evangelisch und wurde auf dem Friedhof Sindlingen begraben. Das Grab steht unter Denkmalschutz.

## Sonstiges
Am 9. November 1896 wurden Herbert und sein älterer Bruder Wilhelm von Wilhelm II. als König von Preußen in den erblichen preußischen Adel erhoben.

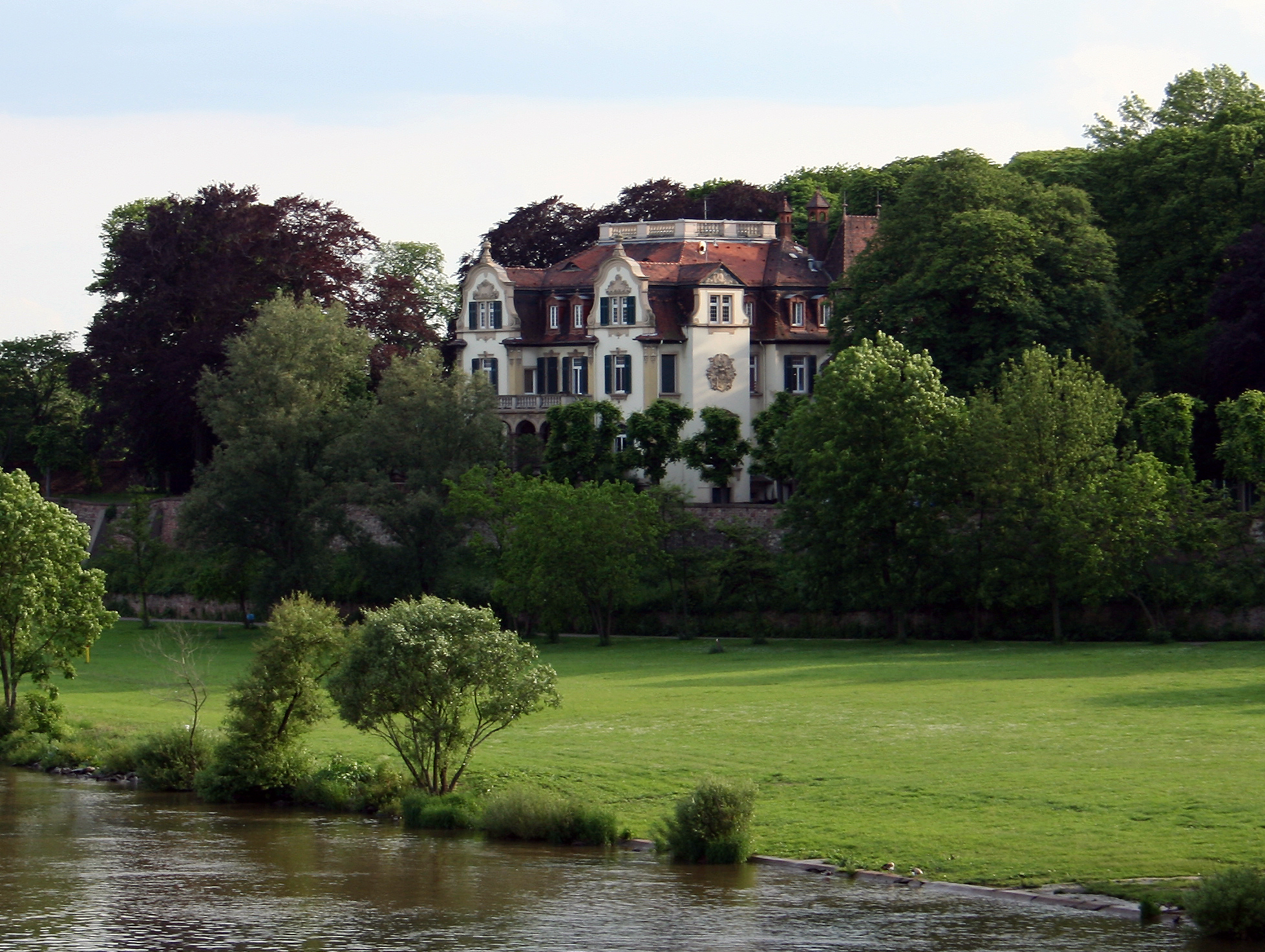
Villa Meister

1902 erwarb Herbert von Meister ein unweit der Farbwerke am Mainufer stromab bei Sindlingen gelegenes Anwesen und ließ hier 1903/04 nach Plänen des Frankfurter Architekten Franz von Hoven neben weiteren Gebäuden die Villa Lindenbaum errichten, wo er mit seiner Frau Else († 1967) und ihrer Tochter Elisabeth († 1986) wohnte. In dem heute als Villa Meister denkmalgeschützten Gebäude war nach dem Zweiten Weltkrieg unter anderem das Institut für Angewandte Geodäsie bis 1980 untergebracht. Ab 1982 wurde das Gelände für eine Rehabilitationsklinik der Suchthilfe genutzt.

## Schriften
- Der künstliche Indigo und seine Vorprodukte. (1902) (= Dokumente aus Hoechster Archiven. 22, ZDB-ID 500640-5). Farbwerke Hoechst, Frankfurt am Main 1967.